# Університет Евкліда
EUCLID (також відомий як фр. Pôle Universitaire Euclide або англ. Euclid University) — є міжнародною міжурядовою організацією зі статутом університету, заснованою у 2008 році. Вона має офіційні штаб-квартири в Гамбії та Центральноафриканській Республіці, але також має виконавчий офіс у Вашингтоні, США , округ Колумбія. мандат полягає в підготовці посадових осіб для держав-учасниць, але його програми також пропонуються широкій громадськості. Нинішній генеральний секретар установи — Вінстон Дукеран.

## Історія
Витоки EUCLID пов'язані зі створенням групи університетів під назвою «Euclid Consortium» Університетом Бангі та Університетом Нджамени у 2006 році. Проект керувався Міжнародною організацією зі сталого розвитку, міжнародною неурядовою організацією. на чолі з Саєдом Західом Алі. Вперше задуманий як міжнародне розширення Університету Бангі, «Евклід» був переозначений і створений як окрема установа в 2008 році на міжурядовій конвенції. У тому ж році ректор Університету Бангі Фаустін-Аршанж Туадера був призначений прем'єр-міністром, який підписав конвенцію, яка оформляє участь його країни в EUCLID у 2010 році. У січні 2008 року Сайєд Захід Алі, виконуючи обов'язки Генерального секретаря IOSD, представив різним представникам уряду, які взяли участь у конференції Ісламської торгово-промислової палати, нову правову базу під назвою EUCLID, фаза. Незабаром після цього кілька урядів, зацікавлених у використанні програм Евкліда для підготовки власного персоналу, затвердили статут нового міжнародного університету, який набув чинності в квітні 2008 року.

## Академічні програми
EUCLID пропонує академічні програми з:
- Міжнародне право та договірне право
- Посередництво та вирішення конфліктів
- Сталий розвиток
- Ісламський банкінг та фінанси
- Міжрелігійний діалог
- Дослідження клімату та енергетики
- Міжнародне громадське здоров'я
- Міжнародні організації
- Енергетичні дослідження
- Порівняльна християнська теологія
- Дипломатія та міжнародні відносини
- Східне та грецьке православне богослов'я
- Глобальна економіка та розвиток
- Міжконфесійний діалог і дипломатія
- Дослідження відновлюваної енергії
- Навчальний дизайн
- католицькі студії
- Сталий розвиток і дипломатія
- Дослідження тероризму та дерадикалізація

### Унікальні програми
EUCLID також брав участь у наданні програм дистанційного навчання для державних службовців у співпраці з Міністерством освіти Еритреї у період з 2008 по 2012 рік.

## Співпраця з іншими міжнародними інституціями та університетами
EUCLID уклав угоди з або є членом:
- Ісламська палата торгівлі, промисловості та сільського господарства (ICCIA)[6]
- Афілійована установа Організації ісламського співробітництва[7]
- Економічне співтовариство західноафриканських держав
- Африканський навчальний та дослідницький центр в управлінні розвитку (CAFRAD)
- Ісламський банк розвитку (IsDB)
- Африканський інститут шкіри та шкіряних виробів (ALLPI)
- Міжнародна антикорупційна академія (IACA)

## Співпраця з Інститутами
- Вчена рада з систем ООН
- Асоціація африканських університетів[8]
- Асоціація університетів Азії та Тихого океану (AUAP)
- Міжнародна антикорупційна академія (IACA)
- Академічний вплив Організації Об'єднаних Націй
- GUNI (Глобальна університетська мережа інновацій)
- Глобальний договір ООН
- PRME — Принципи Організації Об'єднаних Націй щодо освіти відповідального менеджменту
- GRLI — Ініціатива глобально відповідального лідерства[9]
- У своїй особистій якості генеральний секретар EUCLID є членом Міжнародної асоціації президентів університетів.